# Takovo (gmina Gornji Milanovac)
Takovo (cyr. Таково) – wieś w Serbii, w okręgu morawickim, w gminie Gornji Milanovac. W 2011 roku liczyła 458 mieszkańców.